# カナディア (カンブリア紀)
カナディア (Canadia) は、カンブリア紀中期に生息していた多毛類の属の一つ。バージェス頁岩のおよそ5億500万年前 (Delamaran stage) の地層から発見されている。＝1911年にチャールズ・ウォルコットにより、発見地のカナダに因んで名付けられた。葉脚類層からは28個体が発見されており、これは群集の0.05%を構成する。

## 形態
最も大きな特徴は、背に沿って背側の側足 (notopodia) から伸びた多数の刺毛 (notosetae) であり、これは多毛類の特徴である。微細構造の研究からは、刺毛が構造色を示した可能性も示唆されていたが、この構造はむしろ内部構造を示すものであるとする研究もある。口前葉から伸びる触手には感覚器官があったと推測される。消化管は直線で、吻を体外に突き出すことができた。消化管から堆積物が見つからないため、肉食であったと考えられている。また、刺毛を打ち振ることで海中を泳ぐことができた可能性もある。また、腹側の側足 (neuropodia) を用いて海底を歩いたかもしれない。全長は最大4.5cm。

## 分類
環形動物内での本種の位置づけには様々な説があるが、側足の存在から多毛類であることは広く受け入れられている。
ウィワクシアに近縁と考えられていたこともあり、共にサシバゴカイ目”カナディア上科” (Canadiacea) とされたこともあった。だが、近年はウィワクシアは環形動物ではないとされており、現生多毛類との関連は未だ不明である。